# 沙讷贝克
沙讷贝克是德国下萨克森州的一个市镇。总面积26.88平方公里，总人口3251人，其中男性1586人，女性1665人（2011年12月31日），人口密度121人/平方公里。